# Cirque du Fer-à-Cheval
Pour le cirque du Fer-à-Cheval dans le massif du Jura, sur la commune des Planches-près-Arbois, voir « Reculée d'Arbois ».
Le cirque du Fer-à-Cheval est un cirque naturel de France situé sur le territoire de la commune de Sixt-Fer-à-Cheval, dans le département de la Haute-Savoie, dans la vallée du Giffre.

## Géographie
Il s'agit d'un cirque naturel formant un hémicycle calcaire de 4 à 5 kilomètres de développement. Avec des parois de 500 à 700 mètres de hauteur, couronnées par des sommets approchant 3 000 mètres d'altitude, le cirque du Fer-à-Cheval est le plus grand cirque montagneux alpin. Parmi les sommets qui l'entourent figurent les Cornes du Chamois (2 562 m), le pic de Tenneverge (2 989 m), la pointe de la Finive (2 833 m), le Cheval Blanc (2 831 m) et le Grenier de Commune (2 775 m).
Au printemps, plus de trente cascades alimentées par la fonte des neiges jaillissent de ses falaises pour former de courts torrents, affluents du Giffre. Du nord au sud, les cascades ayant reçu un nom sont :
- la cascade de Pissevache ;
- la cascade de la Lyre ;
- la cascade de la Genette ;
- la cascade de la Citerne ;
- la cascade du Folly ;
- la cascade de Tré-la-Chaume ;
- la cascade de la Contrainte ;
- la cascade des Gurrets ;
- la cascade de la Massue.

## Géologie
Les roches du cirque du Fer-à-Cheval sont des calcaires formés lors du Jurassique, très fissurés. La forte pluviométrie du site accentue l'érosion et a provoqué de nombreux éboulements au cours de l'histoire,. Le plus fameux, en 1602, est un éboulement de la tête Noire qui ensevelit plusieurs hameaux du cirque,. L'événement est rappelé par une chapelle commémorative au milieu du cirque. En 2003, 300 000 m3 de matériaux se sont effondrés dans le secteur du torrent du Nant des Pères.

## Protection environnementale
Le cirque fait partie de la réserve naturelle nationale de Sixt-Passy. Il fait également partie de l'opération Grand Site de Sixt-Fer-à-Cheval en vue d'obtenir le label Grand Site de France.

Vue panoramique du cirque du Fer-à-Cheval avec sur la gauche les Cornes du Chamois.